# 설악산 수렴동·구곡담 계곡 일원
설악산 수렴동·구곡담 계곡 일원(雪嶽山 水簾洞·九曲潭 溪谷 一圓)은 강원특별자치도 인제군 북면에 위치한 자연명승이다. 2013년 3월 11일 대한민국의 명승 제99호로 지정되었다.

## 개요
수렴동계곡과 구곡담계곡은 설악산 내설악의 대표적 계곡 중 하나로, 수렴동계곡은 백담사에서 수렴동대피소까지, 구곡담계곡은 수렴동대피소부터 봉정암까지의 계곡이다.
두 계곡은 하나로 이어져 있으며, 전체적으로 비교적 완만한 길을 가지고 있어 탐방하기에 편리하다.

### 수렴동계곡
수렴동계곡(水簾洞溪谷)은 구곡담계곡에서 이어져 흐른다. 수렴동계곡은 경사가 구곡담계곡에 비해 완만하며, 강과 비슷한 모습을 하고 있다. 수렴동계곡에서 흐른 물은 백담계곡으로 흘러간다.

### 구곡담계곡
구곡담계곡(九曲潭溪谷)은 봉정골이라고도 한다. 구곡담계곡의 명칭은 굽으며 흐르는 계곡에 9개의 못이 있다하여 붙여진 것이다. 구곡담계곡에 흐르는 물의 발원지는 쌍폭골이다. 수렴동계곡에 비하면 경사가 급한 편이며, 수렴동계곡과 비교했을 때 여러 개의 폭포와 못이 형성되어 있다.

## 같이 보기
- 설악산
- 설악산 비선대와 천불동계곡 일원

## 참고 문헌
- 설악산 수렴동·구곡담 계곡 일원 - 국가유산청 국가유산포털